# 트리스탄 데커르
트리스탄 데커르(네덜란드어: Tristan Dekker, 1998년 3월 27일 ~ )는 네덜란드의 축구 선수로, 현재 네덜란드 에이르스터 디비시의 VVV 펜로 소속이다. 포지션은 라이트 백이다.
데커르는 네덜란드에서 네덜란드인 아버지와 한국인 어머니 사이에서 태어났다.